# Cynodontium sardoum
Cynodontium sardoum là một loài Rêu trong họ Dicranaceae. Loài này được (Herzog) Mönk. mô tả khoa học đầu tiên năm 1927.